# Валіхановський сільський округ (Жаркаїнський район)
Валіха́новський сільський округ (каз. Уәлиханов ауылдық округі, рос. Валихановский сельский округ) — адміністративна одиниця у складі Жаркаїнського району Акмолинської області Казахстану. Адміністративний центр — село Валіханово.
Населення — 590 осіб (2021; 836 у 2009, 931 у 1999, 1106 у 1989).
Станом на 1989 рік існувала Валіхановська сільська рада (села Валіханово, Мирне).

## Склад
До складу округу входять такі населені пункти:
| Населений пункт  | Населення, осіб (1989) | Населення, осіб (1999) | Населення, осіб (2009) | Населення, осіб (2021) |
| ---------------- | ---------------------- | ---------------------- | ---------------------- | ---------------------- |
| Валіханово, село | 911                    | 757                    | 659                    | 466                    |
| Достик, село     | 195                    | 174                    | 177                    | 124                    |